# Černé Voděrady
Černé Voděrady är en ort i Tjeckien.   Den ligger i regionen Mellersta Böhmen, i den centrala delen av landet, 30 km sydost om huvudstaden Prag. Černé Voděrady ligger 432 meter över havet och antalet invånare är 255.
Terrängen runt Černé Voděrady är platt norrut, men söderut är den kuperad. Runt Černé Voděrady är det ganska tätbefolkat, med 54 invånare per kvadratkilometer. Närmaste större samhälle är Benešov, 19,7 km söder om Černé Voděrady. I omgivningarna runt Černé Voděrady växer i huvudsak blandskog.